# Joseph Alexander von Helfert

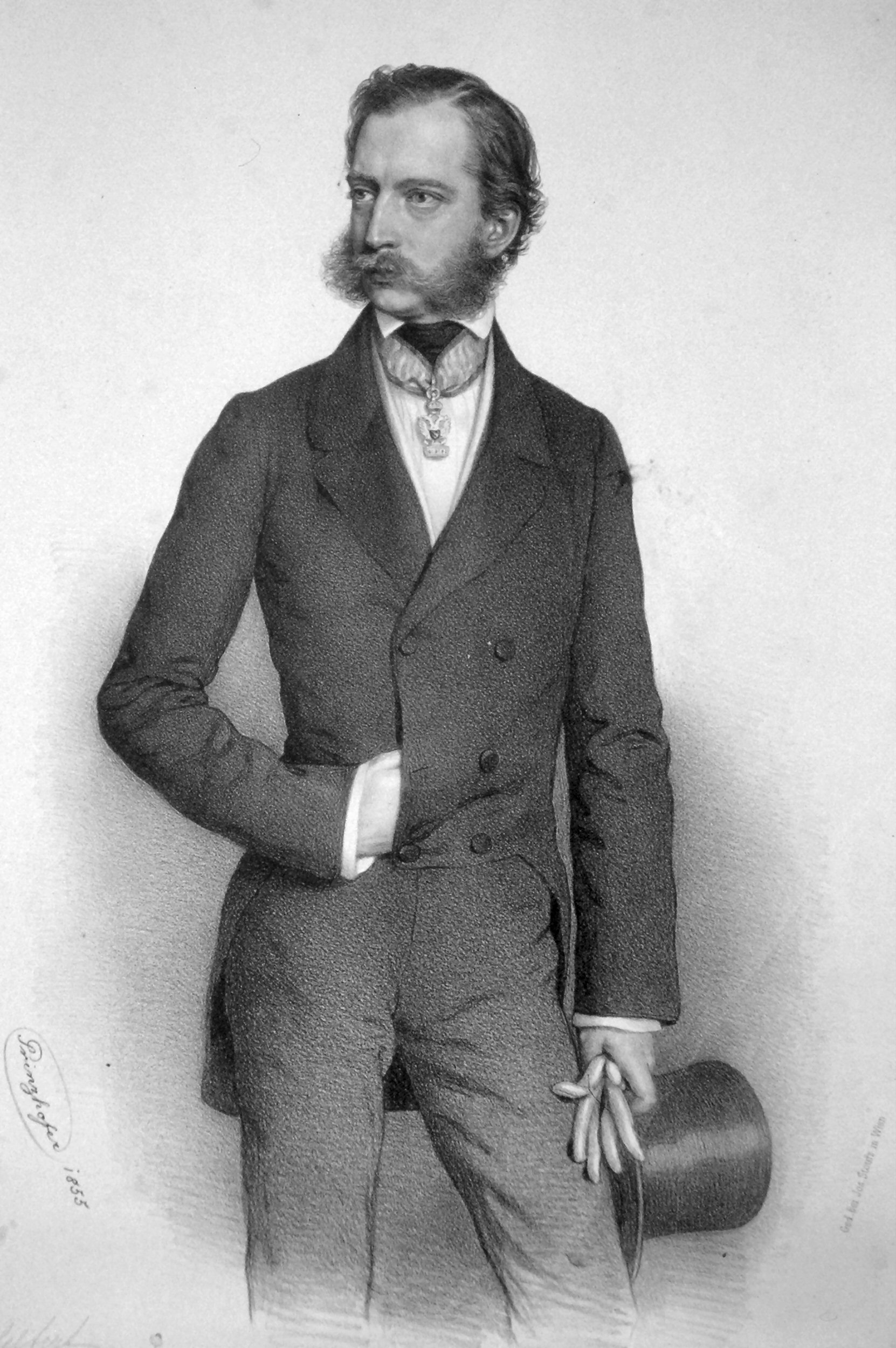
Joseph Alexander Helfert, Lithographie von August Prinzhofer, 1855

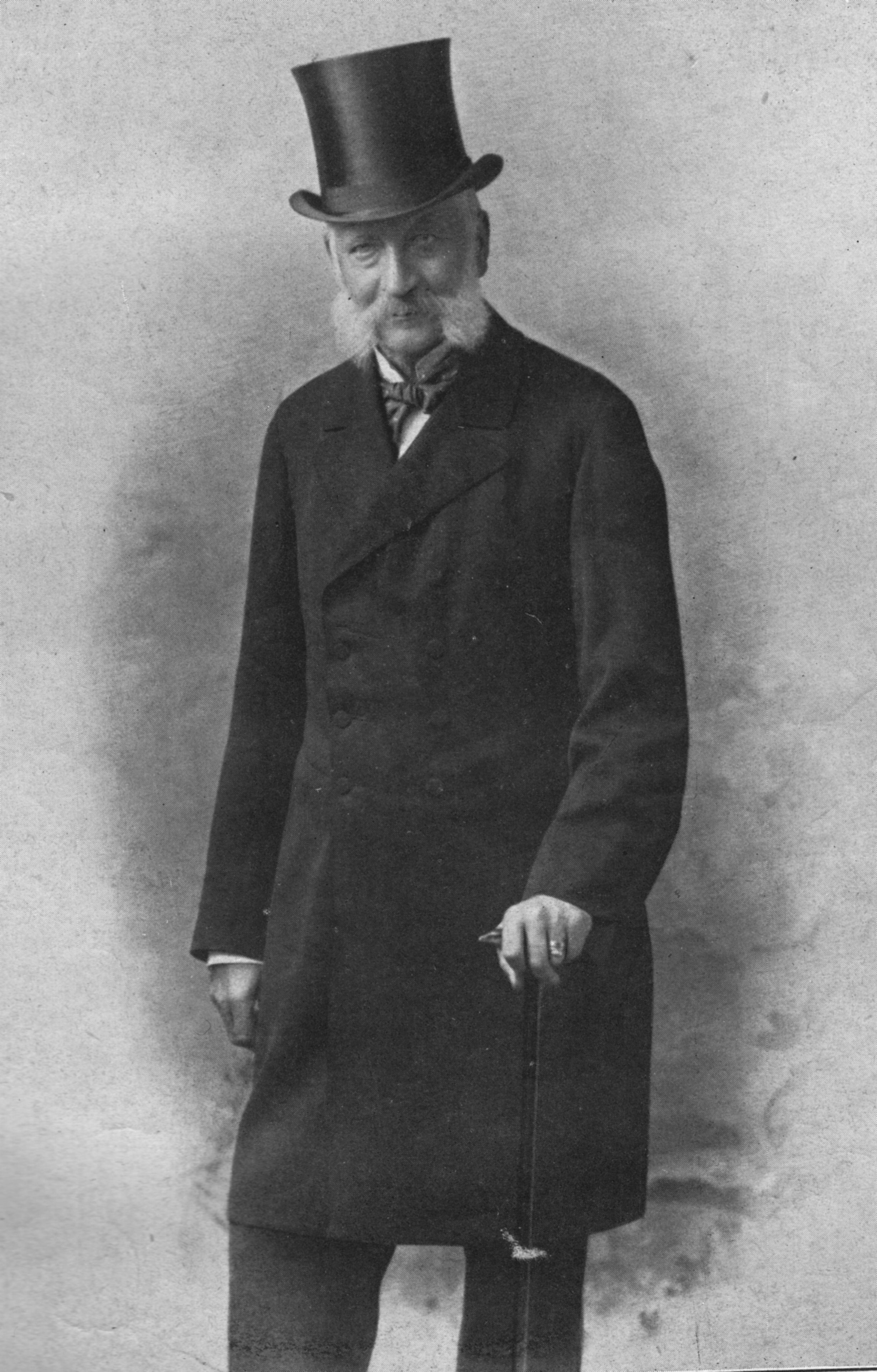
Joseph Alexander Freiherr von Helfert, ca. 1907

Joseph Alexander Helfert, ab 1854 Freiherr von Helfert (* 3. November 1820 in Prag; † 16. März 1910 in Wien), war ein österreichischer Politiker und Historiker.

## Leben
Joseph Alexander Helfert ist der Sohn des Rechtswissenschaftlers Joseph Helfert und dessen Frau Anna, geb. Schreiner. Im deutsch-böhmischen Wahlkreis Tachau zum Abgeordneten in den österreichischen Reichstag gewählt, trat er in diesem als überzeugter Konservativer entschieden für die Staatsautorität und in der Frage der Aufhebung der bäuerlichen Untertanenlasten für die Entschädigung der Grundbesitzer ein. Er war von November 1848 bis 1860 k.u.k. Unterstaatssekretär im Unterrichtsministerium und 1860/61 Unterrichtsminister. In diesen Funktionen setzte er sich für die Gleichberechtigung der Nationen im Schulwesen innerhalb der Monarchie ein. Als Ritter des Eisernen Kronenordens 2. Klasse wurde Helfert am 18. August 1854 in Wien in den österreichischen Freiherrnstand erhoben. Seit 1881 gehörte er dem Herrenhaus an.
Er war Gründer des Instituts für Österreichische Geschichtsforschung (1854) und mit Franz Martin Schindler der Leo-Gesellschaft (1892), dessen Präsident er bis zu seinem Tode war. Die österreichische Leo-Gesellschaft, nach Papst Leo XIII. benannt, war ein Verein zur Förderung katholischen Wissens.
1859 bis 1861 war Helfert Präses-Stellvertreter der Gesellschaft der Musikfreunde, 1859 bis 1868 Präsident des Alterthums-Vereins zu Wien und 1863 bis 1910 Präsident der K.k. Central-Commission zur Erforschung und Erhaltung der Baudenkmale.
Über seine Veröffentlichungen in Büchern hinaus publizierte er auch historische Feuilletonbeiträge in der Wiener Zeitung.
Helfert wurde auf dem Friedhof von Pottenstein in Böhmen beigesetzt.

## Bedeutung
Helfert verfasste erzählerische Schriften und machte Übersetzungen aus dem Tschechischen. Als Historiker befasste er sich mit der Geschichte Österreichs mit Schwerpunkt auf der Revolution von 1848.

## Würdigungen
- 1854: Orden der Eisernen Krone II. Klasse[4]
- 1854: Erhebung in den Freiherrnstand[5]
- 1861: Ernennung zum Geheimen Rat[5]
- 1887: Großkreuz des Franz Joseph-Ordens[5]
- 1898: Orden der Eisernen Krone I. Klasse[5]
- 1922: Benennung der Helfertgasse in Wien-Meidling nach Joseph Alexander von Helfert

## Schriften
- Geschichte Oesterreichs vom Ausgange des Wiener October-Aufstandes 1848. 4 Bände, 1869–1886 (Band 1, Band 2, Band 3, Band 4/1, Band 4/2, Band 4/3 als Google Buch). (Digitalisat)
- Die Wiener Journalistik im Jahr 1848. 1877 (Reprint 1977).
- Joachim Murat. Seine letzten Kämpfe und sein Ende. Manz, Wien 1878 (eingeschränkte Vorschau in der Google-Buchsuche).
- Der Wiener Parnaß im Jahre 1848. 1882 (Reprint 1977).
- gemeinsam mit Georg Emanuel Haas: Oesterreichische Geschichtslügen. 2. Auflage. Paderborn 1897 (ULB Münster).
- Die Wiener Zeitung im Jahre 1848. In: Jubiläums-Festnummer der kaiserlichen Wiener Zeitung 1703–1903 (Beilage zur kaiserlichen Wiener Zeitung), 8. August 1903, S. 33–36.
- Geschichte der österreichischen Revolution im Zusammenhang mit der mitteleuropäischen Bewegung 1848/49. 2 Bände, 1907–1909.